# Greenwood (Nueva York)
Greenwood es un pueblo ubicado en el condado de Steuben en el estado estadounidense de Nueva York. En el año 2000 tenía una población de 849 habitantes y una densidad poblacional de 8 personas por km².

## Geografía
Greenwood se encuentra ubicado en las coordenadas 42°8′16″N 77°40′40″O / 42.13778, -77.67778.

## Demografía
Según la Oficina del Censo en 2000 los ingresos medios por hogar en la localidad eran de $29,750, y los ingresos medios por familia eran $37,841. Los hombres tenían unos ingresos medios de $28,250 frente a los $18,750 para las mujeres. La renta per cápita para la localidad era de $13,578. Alrededor del 19.5% de la población estaban por debajo del umbral de pobreza.